# Confessio Hafniensis
Confessio Hafniensis (af latin den københavnske bekendelse) er navnet på det første danske lutherske bekendelsesskrift, som blev fremlagt på den af Frederik 1. indkaldte herredag i København i 1530. Det blev formuleret af den danske reformator Hans Tausen og andre lutherske prædikanter. De blev støttet af købstædernes borgerskab. Confessio Hafniensis består af i alt 43 trosartikler. 